# Carolus Henricus Josephus Ignatius Maria van Nispen tot Sevenaer
Jhr. Carolus Henricus Josephus Ignatius Maria van Nispen tot Sevenaer, vrijheer van Kessenich en heer van Hunsel (Arnhem, 11 juni 1893 − Velp, 13 februari 1972) was een Nederlands burgemeester.

## Biografie
Van Nispen was een telg uit het geslacht Van Nispen en een zoon van politicus jhr. mr. Paulus Josefus Aloijsius Anacletus Maria van Nispen tot Sevenaer, vrijheer van Kessenich en heer van Hunsel (1856-1944) en jkvr. Cécile Henriette Léonie Marie Bosch van Drakestein (1867-1930), telg uit het geslacht Bosch en dochter van Eerste Kamerlid jhr. Henricus Paulus Cornelis Bosch van Drakestein (1831-1914). Na zijn studie rechten was hij van 1923 tot 1927 advocaat en procureur te Amsterdam. Vanaf 1933 was hij burgemeester van Mill en Sint Hubert, een ambt dat hij tot zijn pensionering in 1958 zou bekleden.
Van Nispen trouwde een eerste maal in 1927 met Adelaïde Alfreda Isidora Maria Antonia Vos de Wael (1900-1987), telg uit het geslacht Vos de Wael, en een tweede maal in 1933 met Anna Leonarda Huberta Maria van Baar (1897-1968); uit het tweede huwelijk werden twee zonen geboren. Zijn broer jhr. Joannes Ludovicus Emmanuel Maria van Nispen tot Sevenaer (1902-1975) was ook burgemeester.
Jhr. mr. C.H.J.I.M. van Nispen tot Sevenaer overleed te Velp op 78-jarige leeftijd.